# Wyższa Szkoła Informatyki i Ekonomii TWP w Olsztynie
Wyższa Szkoła Informatyki i Ekonomii TWP w Olsztynie – była uczelnia niepubliczna, założona przez Oddział Regionalny Towarzystwa Wiedzy Powszechnej w Olsztynie. Uczelnia została wpisana do Rejestru uczelni niepaństwowych w dniu 20 sierpnia 1997 roku.

## Historia
Wyższa Szkoła Informatyki i Ekonomii TWP w Olsztynie została wpisana do rejestru uczelni niepaństwowych pod pozycją 131 w dniu 20 sierpnia 1997 r. na podstawie decyzji Ministra Edukacji Narodowej. Założona została dzięki inicjatywie i staraniom mgr Teresy Czesławy Malec, ówczesnej Dyrektor Ośrodka Regionalnego Towarzystwa Wiedzy Powszechnej w Olsztynie. Pierwszym rektorem został prof. zw. dr hab. Zygmunt Drabent. Funkcję kanclerza objęła mgr Teresa Czesława Malec i pełniła ją do 2011 roku.
Uczelnia rozpoczęła działalność jako jednostka bezwydziałowa kształcąca na studiach I stopnia, studiach licencjackich, w systemie studiów dziennych i zaocznych na dwóch kierunkach: Informatyka i Ekonometria oraz Ekonomia. W pierwszym roku akademickim naukę rozpoczęło ponad 500 studentów. W 2000 roku otwarto kolejny kierunek, jakim była Socjologia.
Ukonstytuowały się trzy Instytuty: Informatyki i Ekonometrii, Ekonomii oraz Socjologii, które utworzyły odpowiednio Wydział Informatyki, Wydział Ekonomii i Wydział Socjologii. W listopadzie 2002 roku powołano Wydział Zamiejscowy w Kętrzynie.
Misją Uczelni było kształcenie kadr dla gospodarki wolnorynkowej Warmii i Mazur, dlatego też dynamicznie reagowała na potrzeby społeczności, oferując nowe kierunki i specjalności. W 2004 r. poszerzyła swoją ofertę o takie kierunek Pedagogika, a w 2009 r. o kierunek Administracja. Pojawiały się też Dziennikarstwo w 2008 r. i Bezpieczeństwo Narodowe w 2014 r.
W 2002 r. nabyła prawa do kształcenia na studiach II stopnia, studia magisterskich, na kierunku Informatyka i Ekonometria. W kolejnych latach uprawnienia te zdobyły kierunki Ekonomia, Socjologia i Pedagogika oraz na studiach II stopnia na kierunku Administracja.
Władz Uczelni zadbały też o bazę lokalowo-dydaktyczną. W ciągu ponad 20 lat istnienia Uczelni zakupiono i wyremontowano kolejne budynki, oddając do dyspozycji nowe aule, sale komputerowe, pracownie wyposażone w sprzęt multimedialny oraz akademik. 
Rozwinęło się Wydawnictwo Uczelniane, które przez 21 lat funkcjonowania wydało 111 książek i wprowadziło na rynek czasopism naukowych „Warmińsko-Mazurski Kwartalnik Naukowy. Nauki Społeczne”, który stał się forum wymiany myśli naukowców z regionu i nie tylko. Znacznie rozbudowały się zasoby biblioteki, stając się jedną z większych baz naukowych województwa.
Jako pierwsza w województwie warmińsko-mazurskim założyła Akademicki Inkubator Przedsiębiorczości. Od wielu lat aktywnie działa Akademickie Biuro Karier, pomagając w znalezieniu zatrudnienia. Od kwietnia 2019 r. rozpoczęła działalność Akademia Innowacyjności, inicjatywa mająca na celu zachęcić do zdobywania środków finansowych na rozwój innowacyjnych działalności gospodarczych.
W latach 1997–2019 uczelnię ukończyło ok. 18 tysięcy studentów.
1 października 2019 uczelnia została połączona z inną niepubliczną uczelnią Olsztyńską Szkołą Wyższą im. Józefa Rusieckiego w nową uczelnię, dla której przyjęto nazwę Olsztyńska Szkoła Wyższa.

## Baza dydaktyczna
Szkoła funkcjonowała w Olsztynie przy ul. Jagiellońskiej 59 i Al. Wojska Polskiego 13 oraz w Kętrzynie przy ul. Adama Asnyka 10.

## Wydziały i kierunki kształcenia przed połączeniem
Uczelnia prowadziła kształcenie na studiach licencjackich i magisterskich oraz podyplomowych w Olsztynie oraz na Wydziale Zamiejscowym w Kętrzynie.
- Wydział Nauk Społecznych
  - ekonomia (I i II stopnia)
  - socjologia (I i II stopnia)
  - pedagogika (I i II stopnia)
- Wydział zamiejscowy w Kętrzynie
  - administracja (I stopnia)
  - ekonomia (I stopnia)
  - pedagogika (I stopnia)

## Jednostki ogólnouczelniane
- Archiwum
- Biblioteka Główna
- Studium Języków Obcych
- Wydawnictwo Uczelniane – wydające podręczniki, skrypty oraz „Warmińsko-Mazurski Kwartalnik-Naukowy”